# Furna (Brava)
Furna (crioll capverdià Furna) és una vila a la part nord-oriental de l'illa Brava a l'arxipèlag de Cap Verd. Es troba a 2,5 km al nord-est de la capital de l'illa, Nova Sintra.
Furna es va convertir en el port més important de Brava a 1843. En 1982 molts vaixells i algunes cases de Furna van ser destruïts per ones que arribaven a una alçada de fins a 10 metres provocades per la tempesta tropical Beryl. El port va ser millorat en 2000.
La nova escola groga prop de la petita església al sud del poble, pagada pel govern de Bèlgica, té grans pintures murals que motiven als nens a estalviar el màxim d'aigua possible i per ajudar a mantenir l'illa verda.

## Galeria

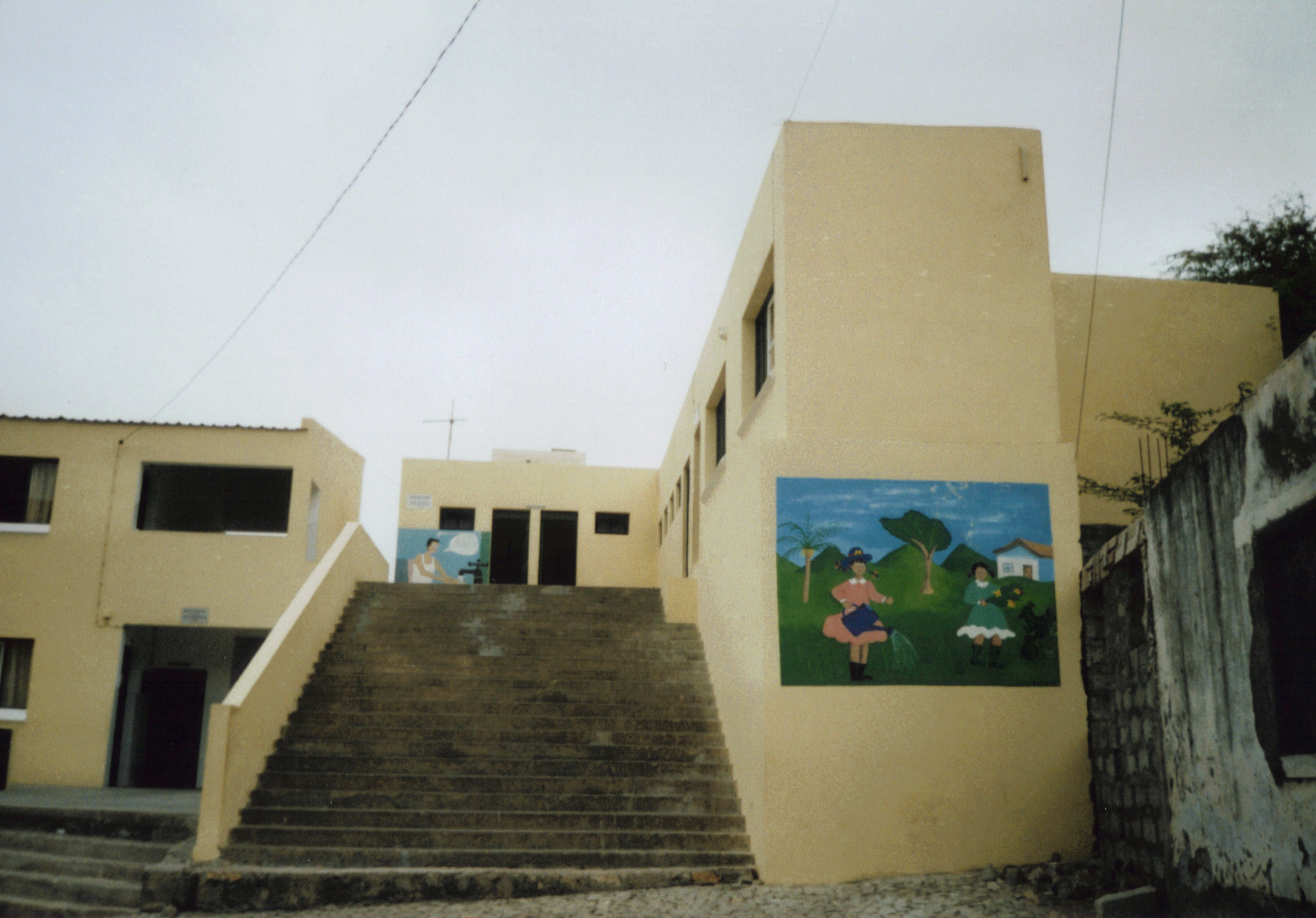
Nova escola.
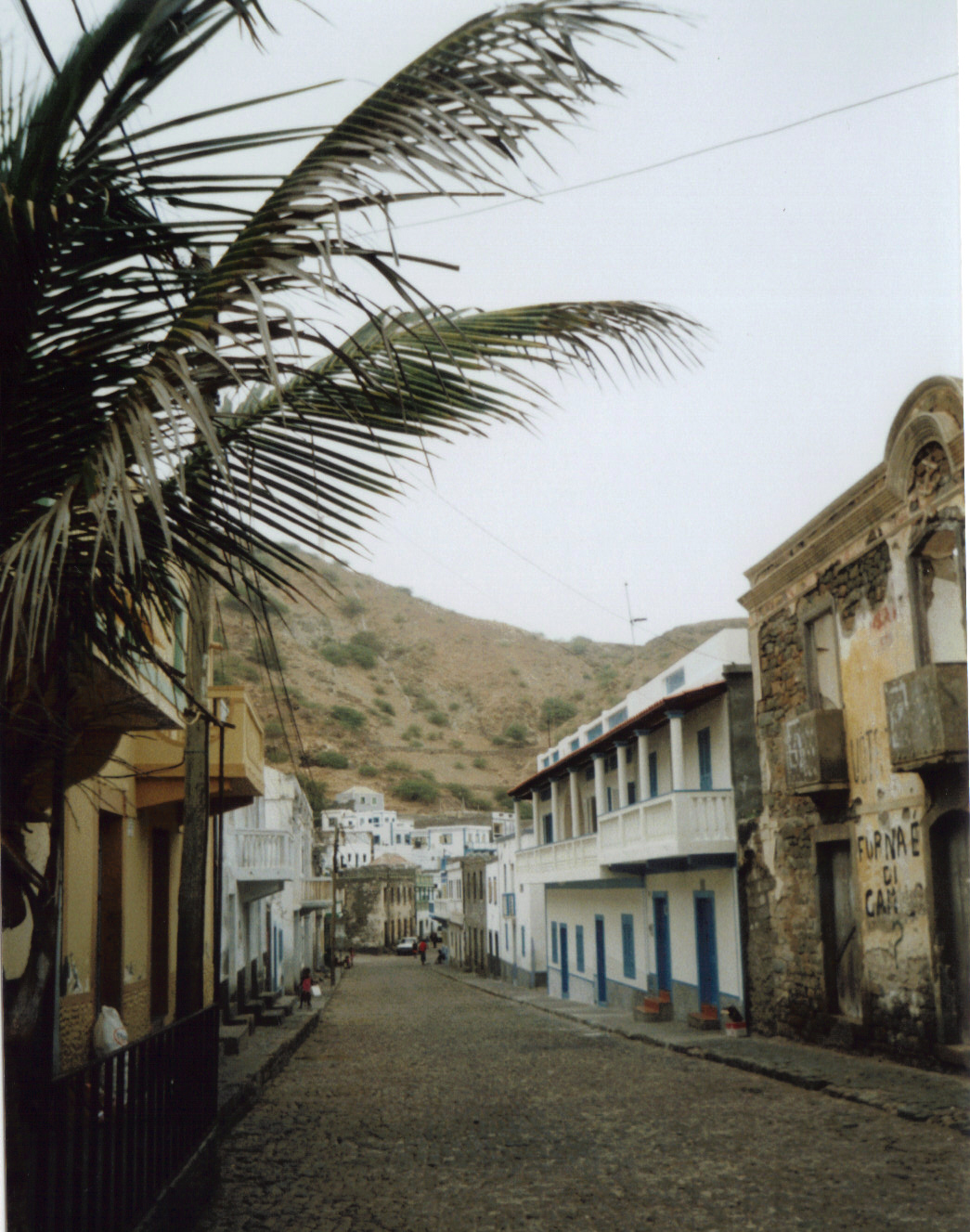
Carrer principal de Veneçuela